# Campeonato del mundo multideporte 2019
El Campeonato del Mundo Multideporte de 2019 fue un campeonato organizado por la Unión Internacional de Triatlón (ITU) en duatlón, triatlón cross, aquatlón, aquabike y triatlón. El tercer Campeonato Mundial tuvo lugar en Pontevedra, España, del 27 de abril al 4 de mayo de 2019.   

## Eventos
- Campeonatos del mundo de duatlón de corta distancia (27 de abril de 2019)
- Campeonatos del mundo de triatlón de larga distancia (4 de mayo de 2019)
- Campeonato del mundo de triatlón a campo traviesa (30 de abril de 2019)
- Campeonato del mundo de acuatlón (2 de mayo de 2019)
- Campeonatos del mundo de aquabike (4 de mayo de 2019)

## Resultados

### Triatlón de larga distancia
| Puesto            | Hombres                         | Mujeres                           |
| ----------------- | ------------------------------- | --------------------------------- |
| 1                 | Javier Gómez Noya (5:05:39)     | Alexandra Tondeur (5:48:01)       |
| 2                 | Pablo Dapeña González (5:11:21) | Judith Corachán Vaquero (5:50:06) |
| Medalla de bronce | Jaroslav Kovacic (5:12:02)      | Anna Noguera (5:51:33)            |
| 4                 | Kristian Høgenhaug (5:12:09)    | Manon Genet (5:54:16)             |
| 5                 | Antony Costes (5:14:18)         | Maja Stage Nielsen (5:57:13)      |
| 6                 | Daniel Baekkegard (5:15:04)     | Emma Bilham (5:57:51)             |
| 7                 | Terenzo Bozzone (5:15:22)       | Åsa Lundström (6:02:54)           |
| 8                 | Miki Taagholt (5:15:29)         | Gurutze Frades Larralde (6:07:30) |
| 9                 | Andrey Bryukhankov (5:17:41)    | Saleta Castro (6:08:23)           |
| 10                | Sébastien Fraysse (5:18:40)     | Maki Nishioka (6:11:23)           |

### Duatlón de corta distancia
| Puesto            | Hombres                               | Mujeres                              |
| ----------------- | ------------------------------------- | ------------------------------------ |
| 1                 | Benjamín Choquert (1:45:56)           | Sandra Levenez (1:58:17)             |
| 2                 | Emilio Martín (1:46:10)               | Sandrina Illes (2:00:10)             |
| Medalla de bronce | Ángelo Vandecasteele (1:46:11)        | Garance Blue (2:00:53)               |
| 4                 | Liam Lloyd (1:46:17)                  | Marion Legrand (2:01:16)             |
| 5                 | Yohan Le Berre (1:46:32)              | Edymar Daniely Brea Abreu (2:03:34)  |
| 6                 | Marco Miguel (1:46:33)                | Olivia Matthews (2:03:57)            |
| 7                 | Benoit Nicolas (1:46:34)              | Marta Pintanel Raymundo (2:04:06)    |
| 8                 | Arnaud Mengal (1:46:56)               | Ana Filipa Santos (2:04:45)          |
| 9                 | Javier Martín Morales (1:47:01)       | Sophie van der Most (2:05:08)        |
| 10                | Luis Miguel Martín Berlanas (1:47:02) | Irene Loizate Sarrionandia (2:05:48) |

### Triatlón cross
| Puesto            | Hombres                                | Mujeres                          |
| ----------------- | -------------------------------------- | -------------------------------- |
| 1                 | Arthur Forissier (1:48:21)             | Eleonora Peroncini (2:10:17)     |
| 2                 | Rubén Ruzafa (1:48:54)                 | Jacqueline Slack (2:11:20)       |
| Medalla de bronce | Lukas Kocar (1:49:05)                  | Nicole Walters (2:12:14)         |
| 4                 | Josías Middaugh (1:49:24)              | Loanne Duvoisin (2:12:30)        |
| 5                 | Brice Daubord (1:50:52)                | Lesley Paterson (2:13:38)        |
| 6                 | Arthur Serrieres (1:50:57)             | Adriana Fabiola Corona (2:13:46) |
| 7                 | Tim Van Hemel (1:51:40)                | Sofía Pryyma (2:13:54)           |
| 8                 | Kevin Tarek Viñuela González (1:52:01) | Helena Karasková (2:14:32)       |
| 9                 | Francisco Serrano Plowell (1:52:05)    | Ladina Buss (2:14:49)            |
| 10                | Filippo Rinaldi (1:52:18)              | Marta Menditto (2:15:12)         |

### Aquatlón
| Puesto            | Hombres                              | Mujeres                     |
| ----------------- | ------------------------------------ | --------------------------- |
| 1                 | Rostislav Pevtsov (28:52)            | Alicja Ulatowska (33:10)    |
| 2                 | Kevin Tarek Viñuela González (29:15) | Zsanett Bragmayer (33:15)   |
| Medalla de bronce | Dmitri Polianski (29:22)             | Itzel Arroyo Aquino (33:28) |
| 4                 | Domen Dornik (29:28)                 | Bianca Seregni (33:33)      |
| 5                 | Andrea Secchiero (29:31)             | Eva Daniels (33:36)         |
| 6                 | Tomás Svoboda (29:38)                | Ksenia Levkovska (33:36)    |
| 7                 | Otros Noain Lacamara (29:39)         | Antoanela Manac (33:44)     |
| 8                 | Kamil Damentka (29:42)               | Margaryta Krylova (33:46)   |
| 9                 | Rafael Domingos (29:45)              | Marta Kropko (33:49)        |
| 10                | Andrés Cendan Llorens (29:48)        | Julie Iemmolo (34:11)       |

### Aquabike
| Disciplina | 1                        | 2                       | Medalla de bronce              |
| ---------- | ------------------------ | ----------------------- | ------------------------------ |
| Hombres    | Mathieu Dumont (3:28:07) | Chris Stanton (3:31:07) | David Guimerá Callau (3:37:02) |
| Mujeres    | Matilde Pauls (3:59:55)  | Amy Pritchard (4:00:00) | Felicity Joyce (4:05:12)       |